# Bolidisme
Le Bolidisme définit un groupe de designers italiens de la fin du XXe siècle.
Le Mouvement Bolidiste est fondé en 1986 à Bologne par 16 diplômés de la faculté d'architecture de Florence, gravitant autour du cours de mobilier de Remo Buti (ancien cofondateur dans les années 1970 du groupe d’architectes radicaux « Global Tools »), et qui avaient réalisé auparavant des projets et des événements montrant une sensibilité commune.
Né dans les milieux du design et de l’architecture, le groupe s’inscrit dans une approche originale caractérisée par un fort dynamisme des formes, en partie issu de citations futuristes et de l'aérodynamisme américain, des recherches antérieures sur les formes organiques et les références à l’architecture des années 1930 et au monde de la bande dessinée, mais aussi comme un prolongement naturel de l’expérience antagoniste des groupes Memphis et Alchimie. Le bolidisme est immédiatement considéré comme le dernier cri en matière de design italien, suscitant l’intérêt des médias de l’actualité, du style et de la culture entre 1986 et 1989, années au cours desquelles leurs travaux sont publiés ou cités dans de nombreuses revues italiennes et internationales (Architectural Digest, Vogue, Per Lui, Epoca, The Face, De Diseño, Wind, Modo, etc.).
À partir des années 1990, le groupe bolidiste suspend ses activités et ses membres poursuivent séparément leur carrière professionnelle dans les domaines du design, de l’architecture, du graphisme et de la peinture.

## Le Bolidisme
- Le Boliviste a un seul objectif précis dans la vie, où tout est finalisé : vivre.
- Le Boliviste théorise et agit simultanément.
- Le Boliviste ne considère pas l'histoire comme « la vie de son maître », mais comme une aventure passionnante.
- Le Boliviste a une attitude positive.
- Le Boliviste considère l’idéologie tel un frein inutile et dangereux.
- Le Boliviste a des maîtres vieux ou morts et des adorations passagères, mais intenses.
- Le Boliviste est sa propre avant-garde
- Le Boliviste ne meurt pour aucune cause.
- Le Boliviste déteste l'inaction, les petites choses, la lâcheté, la froideur d'expression..
- Le Boliviste considère la « contradiction » comme la seule façon de s'adapter aux situations évoluant très rapidement.
- Le Boliviste considère Le Bolidisme comme une bonne occasion.
- Le Boliviste considère le  « futur », en tant que « non présent », équivalent du « passé », mais  plus intéressant.
- Le Boliviste a une capacité d'adaptation à la fois psychologique et affective à toutes les innovations..
- Le Boliviste s’envie lui-même.
- Le Boliviste adore remplacer les d par des v.
- Le Bolidiste est un Bolidiste mais ne tient pas à l’être.

À la base de la pensée bolidiste, on retrouve les concepts de communication, de mouvement, de lumière, de multiplicité, du devenir, d’action. Un tel design conduit à une symbolique initiale privilégiant les formes dynamiques voulues non seulement comme « façonnées par le vent », mais aussi comme des formes organiques, qui restituent la personnalité et l’unicité typique des formes vivantes, pouvant être industrialisées dans leur complexité et leur diversité grâce à l'évolution de la technologie. Les éléments importants du projet pluraliste bolidista sont aussi l’élément  « méditerranéen », la culture des extrêmes (purisme et hyper-décorativité) et le concept du jeu. Tous, cependant, sont étroitement liés aux nouveaux besoins formels et spirituels d’un modèle révolutionnaire de la société, dominé par la présence de moyens électroniques (la « ville fluide ») où le mouvement se pose lui-même comme avant-garde postmoderne de la phase finale « mécanique » de la civilisation des machines, transition vers la phase « électronique », caractérisée par une communication simultanée et symbolique.

## Les Bolidistes
- Pierangelo Caramia
- Daniele Cariani
- Maurizio Castelvetro
- Maurizio Corrado
- Dante Donegani
- Fabrizio Galli
- Giovanni Tommaso Garattoni
- Massimo Iosa Ghini
- Stefano Giovannoni
- Bepi Maggiori
- Massimo Mariani
- Giusi Mastro
- Anna Perico
- Roberto Semprini
- Ernesto Spicciolato
- Guido Venturini

## Source
- (it) Cet article est partiellement ou en totalité issu de l’article de Wikipédia en italien intitulé « Bolidismo » (voir la liste des auteurs).